# Laetacara
Laetacara is een geslacht van vissen uit de familie van de cichliden (Cichlidae).

## Soorten
- Laetacara araguaiae Ottoni & Costa, 2009
- Laetacara curviceps (Ahl, 1923)
- Laetacara dorsigera (Heckel, 1840)
- Laetacara flavilabris (Cope, 1870)
- Laetacara fulvipinnis Staeck & Schindler, 2007
- Laetacara thayeri (Steindachner, 1875)